# شورت وفانلة وكاب (فلم)
شورت وفانلة وكاب فيلم مصري من إنتاج شركة العدل جروب لعام 2000م من بطولة أحمد السقا ونور وسامي العدل وشريف منير وأحمد عيد وداليا مصطفى، ومن إخراج سعيد حامد. فاز الفيلم بخمس جوائز في مهرجان القاهرة السينمائي، منها جائزة احسن مخرج لسعيد حامد واحسن ممثل لأحمد السقا.
ثلاثة أصدقاء يعملون في شرم الشيخ مرشد سياحي ومدرب غطس ومدير كافيتريا، لكل منهم قصته، يساعد أحدهم ابنة وزير عربي في الهرب من والدها الذي يرفض زواجها ممن تحب. وتتشابك الاحداث بعد هروبها واكتشافها حقيقة من تحب.

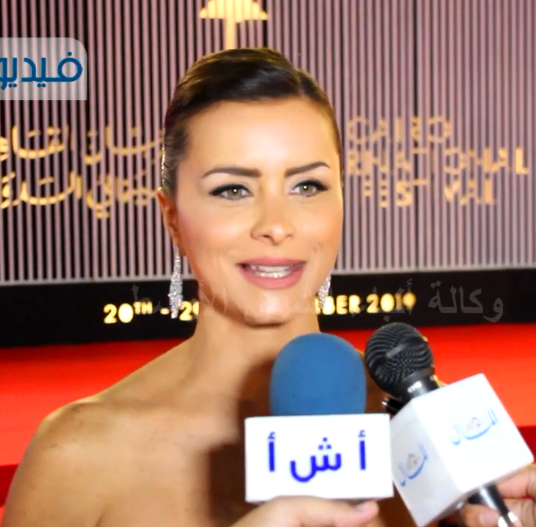
نـور في دور رباب

## بطولة
| - أحمد السقا:خالد كابو - شريف منير:منعم فانلة - أحمد عيد:عصفور الشورت - نور:رباب - داليا مصطفى:امينة - سامي العدل:الوزير - سليم كلاس:الوزير - أيمن الشيوي:محمد | - أحمد منير - عثمان عبد المنعم - سالم المزاينة - فراس البرازي - تامر أبو الهدى - أناليه - تاتيانا - مصطفي الحسين | - أحمد طلبة - سيد منصور - ماجد عبد العظيم - يوسف إسماعيل:الصحفي - مصطفى بكري - هشام مدكور - أشرف دويدار | - وليد السقا - سعد عبد الله - محمد أحمد فتحي - يحيى برايز - محمد أحمد علي - فاروق المغربي - عبد المنعم عبقرينو:عبقرينو |